# Celama kruegeri
Celama kruegeri är en fjärilsart som beskrevs av Turati 1911. Celama kruegeri ingår i släktet Celama och familjen trågspinnare. Inga underarter finns listade i Catalogue of Life.